# Sjeng Kraft
Sjeng Kraft, ook wel Jean Kraft, (Maastricht, 12 december 1924 – aldaar, 3 juli 1999) was een Nederlands musicus, voornamelijk bekend in Limburg. Hij was componist en tekstschrijver van (Maastrichtse) carnavalsmuziek en van Franse musette. Tevens was hij orkestleider en accordeonist.

## Leven
Johannes Kraft was zoon van werkvrouw Maria Isabella Haupt en venter Christianus Kraft. Hij trouwde in 1945 met (maria Angelina (Merie) Westenberg. De oudste dochter Beppie Kraft werd zangeres.
Hij kreeg zijn opleiding aan de Stedelijke Muziekschool Maastricht, maar in plaats door te gaan in de klassieke muziek verdiepte hij zich in het accordeonspel; hij speelde in de accordeonvereniging De Eendracht aldaar. Dat bleek een goede keus, want hij won in 1939 op veertienjarige leeftijd een concours in Luik  Later volgden wedstrijden in Brussel en Parijs. In Nederland won hij een liedjesprijs georganiseerd door de AVRO, die hem grote roem beloofde, maar daar bleek achteraf geen goed gevolg aan gegeven. Kraft ging in amusementsorkesten spelen en kwam zo in contact met Matty Niël met zijn Hot Players. Zo kwam er een plaatje ter wereld waarbij Willy Dobbe zong. Kraft speelde vervolgens wisselend in orkesten, onder andere dat van Nico Slangen. Eenmaal op toeren begon hij zijn eigen orkest. Het orkest tekende een platencontract bij Olympus en er kwam een gestage stroom op gang van singles en elpees. Zijn vrouw ondersteunde hem op zakelijk gebied. Er kwam voorts een stroom carnavalliedjes op gang. 
Later werkte hij voor de platenmaatschappij van Philips Records, daarna voor Telstar (hij was daar ook adviseur). Samen met Johnny Hoes heeft hij menig liedje gecomponeerd.
Als accordeonist heeft Kraft samengewerkt met Mary Servaes (de Zangeres Zonder Naam), Doe Maar, Normaal, Massada en De Electronica's, bekend van De Vogeltjesdans.

## t' Sjengske
In 2000 is door de stichting Sjeng Kraft Kompenei de aanmoedigingsprijs t’ Sjengske ingesteld voor jong Limburgs muziektalent uit de wereld van harmonie en fanfare, klassieke muziek of populaire muziek- pop- en schlagerrepertoire. Later werd de prijs alleen nog maar toegekend aan Limburgse accordeonisten, afwisselend aan jonge talenten en als oeuvreprijs voor beroepsmuzikanten, zoals Tren van Enckevort van Rowwen Hèze.
De prijs bestaat uit een beeldje van Sjeng Kraft en een geldbedrag. De uitverkoren muzikant krijgt dan de kans zichzelf voor een groot publiek te presenteren met een eigen nummer, gevolgd door een bewerking - in de eigen muzikale stijl - van het bekende Sjeng Kraft-lied: "iech bin zoe verleef..."

## Oeuvre (selectie)
- Diech kins miech tralalalala 	(tekst en muziek J. Kraft)
- Boe de brouwer is	(tekst en muziek J. Kraft)
- D'n drekmaan	(tekst en muziek J. Kraft)
- Iech bin gelökkig	(tekst J. Kraft; muziek R. Bachman)
- Hand aon hand	(muziek J. Kraft/tekst J. Pletzers)
- La danse des chats	(muziek J. Kraft)
- Diech deegs mien hart toch zoe'n pein	(tekst J. Kraft; Muziek: J. Beckers)
- In mien hart	(tekst en muziek J. Kraft)
- Heer späölt toch zoe sjoen	(muziek J. Kraft; tekst J. Kraft/Tr. Gidding-Kraft)
- Hutspot	(tekst en muziek J. Kraft)
- Huur iech de meziek weer oet eus Limburgs land	(tekst J. Kraft; muziek Rosemeier/Werner)
- Kakkedie	(tekst en muziek J. Kraft)
- Bij de Kazjematters	(tekst en muziek J. Kraft)
- Iech ben kepot vaan diech	(muziek J. Kraft; tekst W. Roeffen)
- Kiek ins in mien auge	(originele titel: schau mir in die auge, muziek: Friedel Müntnich; Maastrichtse tekst J. Kraft)
- Diech bis op die köpke gevalle	(tekst en muziek J. Kraft)
- De knievel vaan Lewieke	(muziek J. Kraft; tekst J. Pletzers)
- 'ch höb geine leeste	(tekst en muziek J. Kraft)
- Oet Limburg kump de meziek	(origineel: Aus Böhmen kommt die Musik, muziek Hans Christian Bruhn; Maastrichtse tekst J. Kraft)
- Meer	(tekst en muziek J. Kraft)
- Meer, dao ligk une goovie in 't water	(muziek L. Denza; tekst J. Kraft)
- Miene maan	(tekst en muziek J. Kraft)
- De maon	(muziek J.Kraft/C. Peters; tekst J.Kraft)
- De nach is nog zoe laank (originele titel: Prenda del Alma, muziek: Arcadio Zúñiga y Tejeda; tekst J. Kraft)
- Es diech miech puuns	(muziek Vilko and Slavko Avsenik; tekst J. Kraft)
- Och wat höb iech gelök, miene vogel is trök	(muziek J. Kraft/C. Peters; tekst J. Kraft)
- Same met diech	(muziek M.J. Schreienferg/A. van Londen; tekst J. Kraft)
- De Mestreechter Staar	(trad. Bewerking J. Kraft/C.Peters; tekst J. Kraft)
- Vaanaof ein jannewarie	(muziek J. Schelberg; Maastrichtse tekst J. Kraft)
- Verkespuu	(tekst en muziek J. Kraft)
- Iech bin zoe verleef	(tekst en muziek J. Kraft)
- Miene vogel is gevloge	(tekst en muziek J. Kraft)
- Iech maag neet vrije	(tekst Leo de Vos; muziek J. Kraft)
- Vriethofmars	(Trad. Fliegermarsch, muziek: Hermann Dostal; tekst J. Kraft)
- Ut weer is good	(tekst Leo de Vos; muziek J. Kraft)
- Daar mag je alleen maar naar kijken	(tekst Leo de Vos; muziek J. Kraft)
- Ik ben zo blij zo blij dat mijn neus van voren zit en niet opzij (Jean Kraft, Jean Van Deurse en Leo De Vos)

- Digitale Bibliotheek voor de Nederlandse Letteren: kraf008
- Gemeinsame Normdatei: 1170930441
- MusicBrainz: 092a06a3-3150-41d3-b4d2-be0859aac741
- Nederlandse Thesaurus van Auteursnamen: 087496801
- Virtual International Authority File: 286069576
- WorldCat: E39PBJh4qJrDTP8XcvGJfW6Yfq